# Noyelles-Godault
Pour les articles homonymes, voir Noyelles.
Noyelles-Godault [nwajɛl ɡɔdo] est une commune française située dans le département du Pas-de-Calais en région Hauts-de-France. Ses habitants sont appelés les Noyellois. La commune est membre de la communauté d'agglomération Hénin-Carvin.
La commune de Noyelles-Godault (nom officiel depuis 1801) est située dans le sud-est du département du Pas-de-Calais, à 14 km, à vol d'oiseau, à l'est de la commune de Lens. C'est une commune de type centre urbain intermédiaire selon l'Insee, appartenant à l'unité urbaine de Douai-Lens, avec une population de 5 949 habitants au dernier recensement de 2022.
Noyelles-Godault est une ville du bassin minier du Nord-Pas-de-Calais dans laquelle l'exploitation du charbon s'est arrêtée en 1957. Elle est le lieu de naissance de Maurice Thorez, secrétaire général du Parti communiste français, ministre de la Fonction publique et vice-président du Conseil, qui y fut mineur dans sa jeunesse. Depuis 2012, la valeur universelle et historique du bassin minier du Nord-Pas-de-Calais est reconnue et inscrite sur la liste du patrimoine mondial de l’UNESCO, parmi les 353 sites du bassin minier inscrits au patrimoine mondial de l’UNESCO, un site se trouve dans la commune.
À la suite de la Première Guerre mondiale, la commune est décorée de la croix de guerre 1914-1918.

## Géographie

### Localisation
Localisée dans le sud-est du département du Pas-de-Calais, Noyelles-Godault est un centre urbain situé à 14 km à l’est de la commune de Lens (chef-lieu d'arrondissement). Cette commune fait partie intégrante du bassin minier du Nord-Pas-de-Calais.
Le territoire de la commune est limitrophe de ceux de cinq communes, dont une, Esquerchin, située dans le département du Nord.
Les communes limitrophes sont Évin-Malmaison, Esquerchin, Courcelles-lès-Lens, Dourges et Hénin-Beaumont.

### Géologie et relief
La superficie de la commune est de 5,45 km2 ; son altitude varie de 22  à   50 m.

### Hydrographie
Le territoire de la commune est situé dans le bassin Artois-Picardie.
La commune est traversée, au nord, par le canal navigable de la Deûle, d'une longueur de 58,75 km, qui prend sa source dans la commune de Douai et se jette dans la Lys au niveau de la commune de Deûlémont.

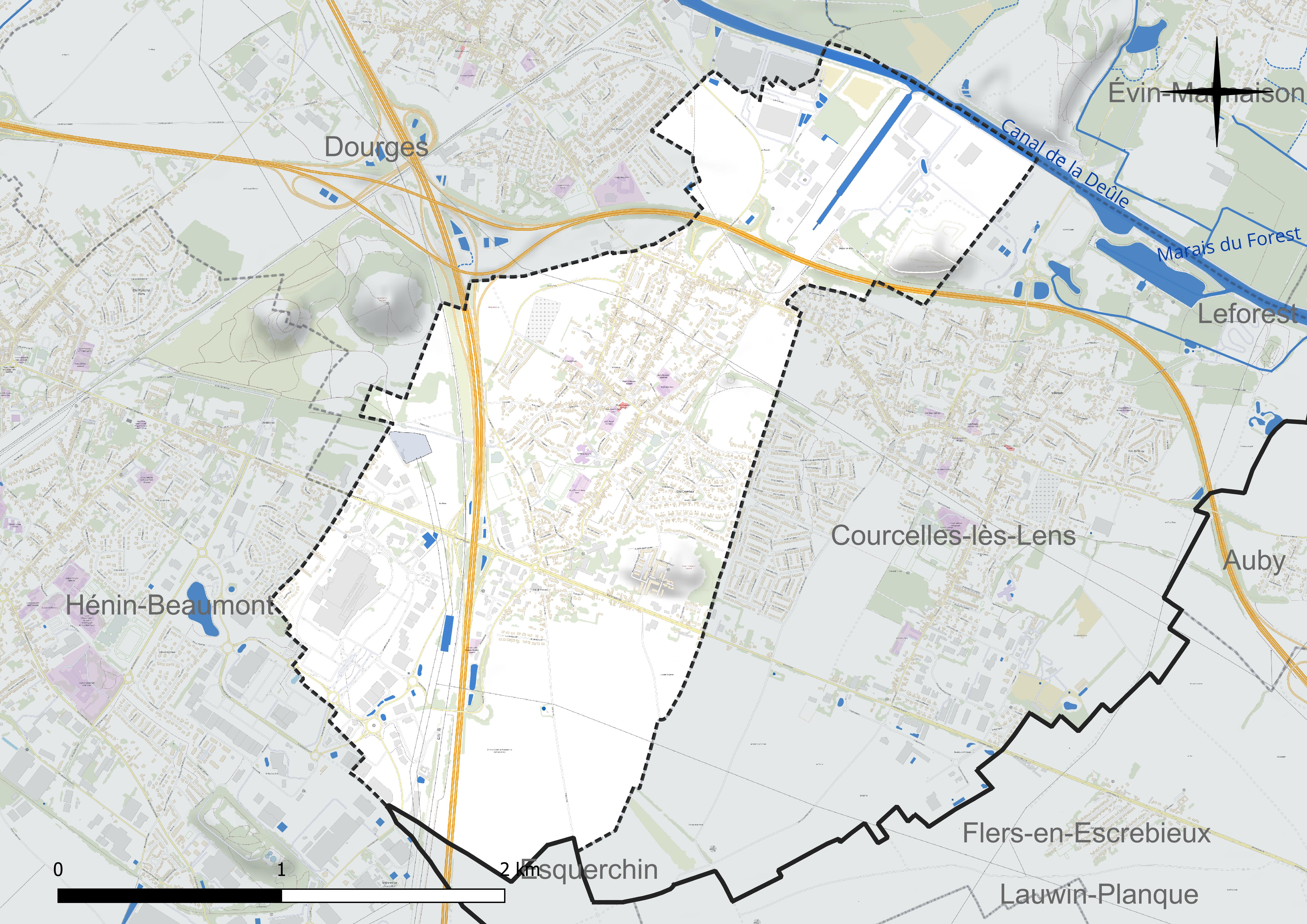
Réseau hydrographique de Noyelles-Godault.

### Climat
Pour des articles plus généraux, voir Climat des Hauts-de-France et Climat du Nord-Pas-de-Calais.
En 2010, le climat de la commune est de type climat océanique dégradé des plaines du Centre et du Nord, selon une étude du CNRS s'appuyant sur une série de données couvrant la période 1971-2000. En 2020, Météo-France publie une typologie des climats de la France métropolitaine dans laquelle la commune est exposée à un climat océanique et est dans la région climatique Nord-est du bassin Parisien, caractérisée par un ensoleillement médiocre, une pluviométrie moyenne régulièrement répartie au cours de l’année et un hiver froid (3 °C).
Pour la période 1971-2000, la température annuelle moyenne est de 10,5 °C, avec une amplitude thermique annuelle de 14,6 °C. Le cumul annuel moyen de précipitations est de 696 mm, avec 12,7 jours de précipitations en janvier et 8,6 jours en juillet. Pour la période 1991-2020, la température moyenne annuelle observée sur la station météorologique la plus proche, située sur la commune de Douai à 8 km à vol d'oiseau, est de 11,0 °C et le cumul annuel moyen de précipitations est de 729,2 mm,. Pour l'avenir, les paramètres climatiques de la commune estimés pour 2050 selon différents scénarios d'émission de gaz à effet de serre sont consultables sur un site dédié publié par Météo-France en novembre 2022.

### Milieux naturels et biodiversité

#### Zone naturelle d'intérêt écologique, faunistique et floristique
L’inventaire des zones naturelles d'intérêt écologique, faunistique et floristique (ZNIEFF) a pour objectif de réaliser une couverture des zones les plus intéressantes sur le plan écologique, essentiellement dans la perspective d’améliorer la connaissance du patrimoine naturel national et de fournir aux différents décideurs un outil d’aide à la prise en compte de l’environnement dans l’aménagement du territoire.
Le territoire communal comprend une ZNIEFF de type 1 : les Terrils no 87 et no 92 de Dourges et d’Hénin-Beaumont, d’une superficie de 75 ha et d'une altitude variant de 29  à   125 mètres.

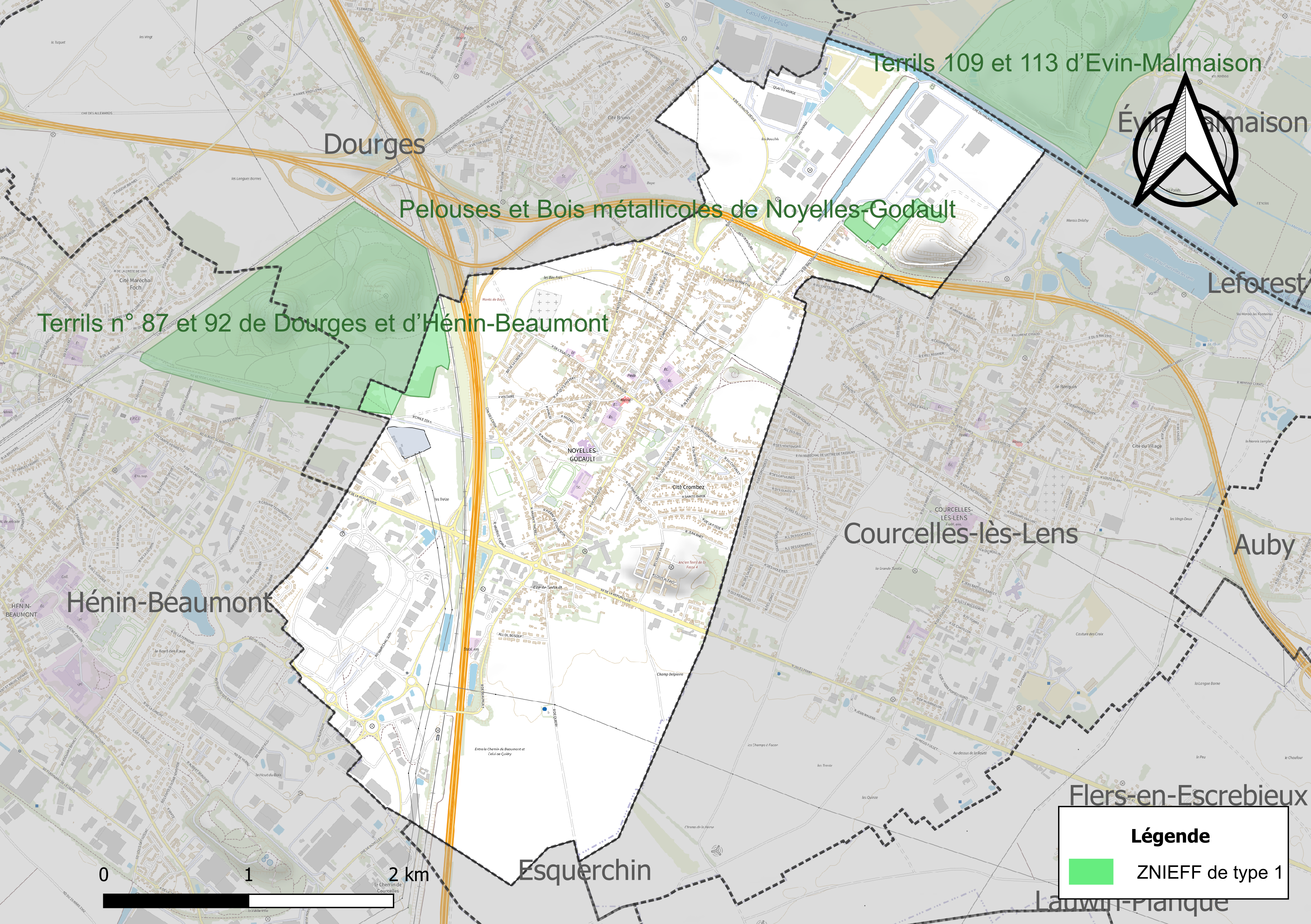
Carte de la ZNIEFF sur la commune.

#### Espèces faunistiques et floristiques
L’Inventaire national du patrimoine naturel (INPN) recense plusieurs espèces faunistiques et floristiques sur le territoire de la commune dont certaines sont protégées et d’autres menacées et quasi-menacées.

## Urbanisme

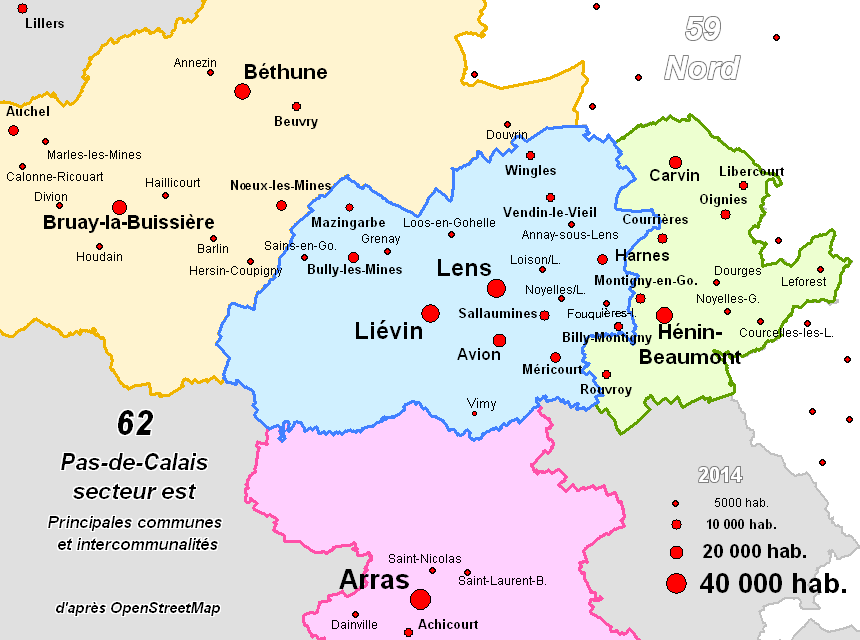
Secteur est (Béthune, Lens, Hénin-Beaumont)

### Typologie
Au 1er janvier 2024, Noyelles-Godault est catégorisée centre urbain intermédiaire, selon la nouvelle grille communale de densité à sept niveaux définie par l'Insee en 2022.
Elle appartient à l'unité urbaine de Douai-Lens, une agglomération inter-départementale regroupant 67  communes, dont elle est une commune de la banlieue,,. Par ailleurs la commune fait partie de l'aire d'attraction de Lens - Liévin, dont elle est une commune de la couronne,. Cette aire, qui regroupe 50 communes, est catégorisée dans les aires de 200 000 à moins de 700 000 habitants,.

### Occupation des sols
L'occupation des sols de la commune, telle qu'elle ressort de la base de données européenne d’occupation biophysique des sols Corine Land Cover (CLC), est marquée par l'importance des territoires artificialisés (82,8 % en 2018), en augmentation par rapport à 1990 (48,6 %). La répartition détaillée en 2018 est la suivante : 
zones urbanisées (42,7 %), zones industrielles ou commerciales et réseaux de communication (39 %), terres arables (17,2 %), mines, décharges et chantiers (1,1 %). L'évolution de l’occupation des sols de la commune et de ses infrastructures peut être observée sur les différentes représentations cartographiques du territoire : la carte de Cassini (XVIIIe siècle), la carte d'état-major (1820-1866) et les cartes ou photos aériennes de l'IGN pour la période actuelle (1950 à aujourd'hui).

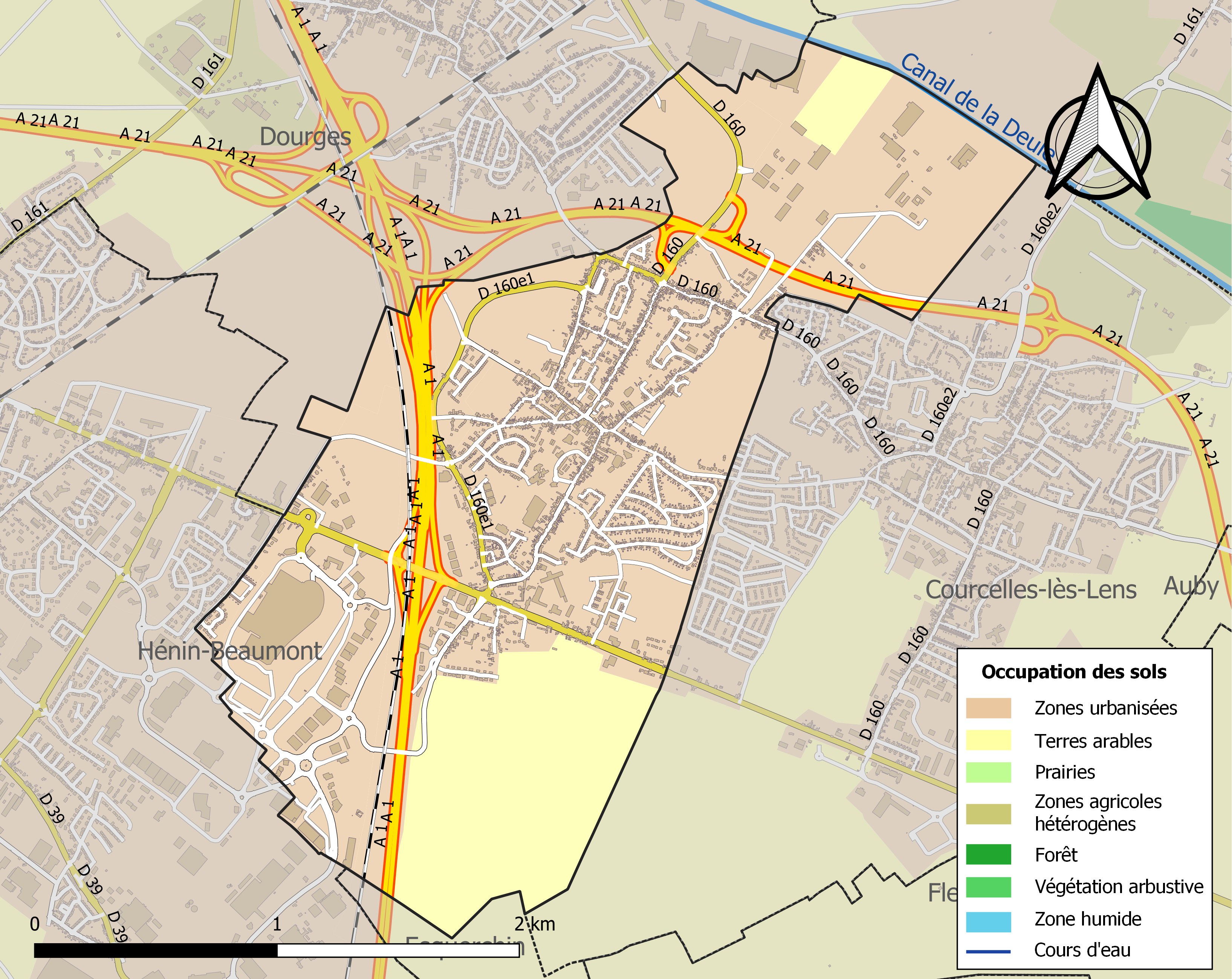
Carte des infrastructures et de l'occupation des sols de la commune en 2018 (CLC).

### Lieux-dits, hameaux et écarts
On peut diviser la commune en plusieurs quartiers : Noyelles Nord : comportant principalement des habitations et l'ancienne usine de métallurgie Metaleurop ; Noyelles Sud : on y trouve des hôtels et des habitations, quelques restaurants ; Noyelles - centre commercial et le Centre commercial de Noyelles-Godault Auchan.

### Logement
En 2021, le nombre total de logements dans la commune était de 2 637, alors qu'il était de 2 509 en 2015 et de 2 167 en 2010
, soit une progression du nombre total de logements de 21,7 % depuis 2010.
Parmi ces 2 637 logements, 92,8 % étaient des résidences principales, (soit 2 448 logements), 0,6 % des résidences secondaires et 6,5 % des logements vacants. Ces logements étaient pour 72,0 % d'entre eux des maisons individuelles et pour 27,7 % des appartements.
Sur les 2 448 résidences principales, 44,9 % sont occupées par des propriétaires, 54,1 % par des locataires et 0,9 % par des personnes logées gratuitement.
Le tableau ci-dessous présente la typologie des logements à Noyelles-Godault en 2021 en comparaison avec celle du Pas-de-Calais et de la France entière. Une caractéristique marquante du parc de logements est ainsi la faible proportion des résidences secondaires et logements occasionnels (0,6 %) par rapport au département (6,5 %) et à la France entière (9,7 %) ainsi que d'une proportion de logements vacants (6,5 %) inférieure à celle du département (7,3 %) et de la France entière (8,1 %).
| Typologie                                               | Noyelles-Godault | Pas-de-Calais | France entière |
| ------------------------------------------------------- | ---------------- | ------------- | -------------- |
| Résidences principales (en %)                           | 92,8             | 86,1          | 82,2           |
| Résidences secondaires et logements occasionnels (en %) | 0,6              | 6,5           | 9,7            |
| Logements vacants (en %)                                | 6,5              | 7,3           | 8,1            |

### Voies de communication et transports

#### Voies de communication principales
La commune est au croisement des autoroutes A1 et A21, et est desservie par la sortie no 17, donnant sur l'avenue de la République au cœur de la zone commerciale.
La commune est desservie par l'ancienne route nationale 43, qui a été déclassée et est désormais une voie communale.

#### Lignes de bus
Noyelles-Godault est desservie par le réseau de transports en commun Tadao :
- Ligne B 1 de Noyelles-Godault à Liévin via Lens ;
- Ligne B 7 de Libercourt à Hénin-Beaumont ;
- Ligne 15 de Courcelles-lès-Lens à Carvin ;
- Ligne 23 de Leforest à Hénin-Beaumont.

#### Transport ferroviaire
Noyelles-Godault ne dispose pas de gare. Les deux gares de proximité sont la gare d'Hénin-Beaumont et la gare de Dourges situées sur la ligne de Lens à Ostricourt, et qui permettent d'emprunter la C41 (Lens-Libercourt-Lille) et la P42 (Lens-Douai).

## Toponymie

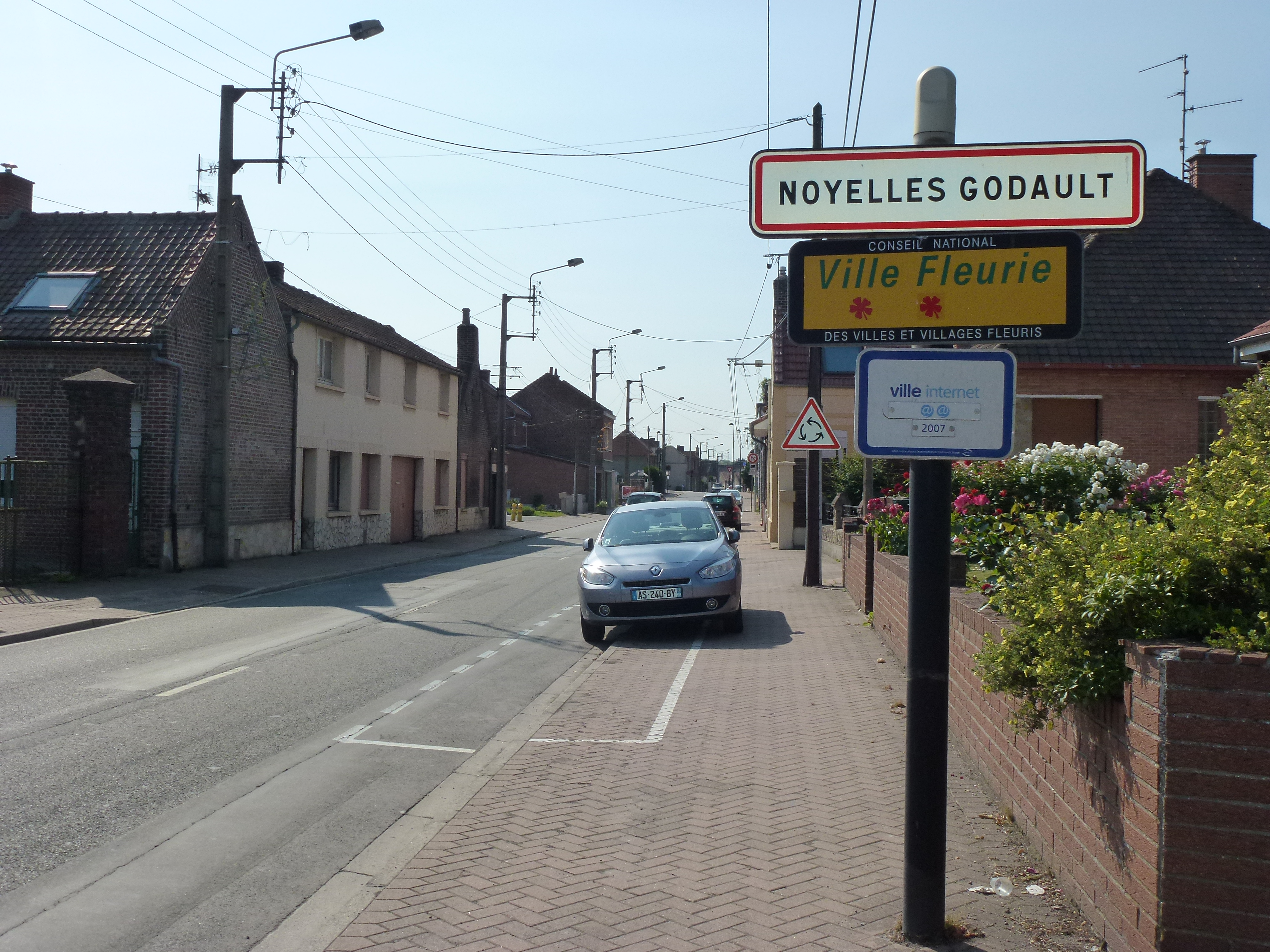
Entrée de Noyelles-Godault.

Le nom de la localité est attesté sous les formes Nigella Godeldis en 1070 ; Nigella en 1104 ; Noella juxta Beai, Nigella versus Bay en 1122 ; Noella juxta Bai en 1138 ; Noella en 1222 ; Nigella Godaldis en 1248 ; Noyelle-le-Gudaut en 1387 ; Noyelle-le-Godault en 1418 ; Noyelles-Godam en 1720 ; Noyelle-Godaert en 1721 ; Noyelles Godault en 1793 ; Noyelles-Godeau et Noyelles-Godault depuis 1801.
Il s'agit d'un toponyme gaulois composé de *novio, latinisé en Nigella aux IXe et Xe siècles (« neuf, nouveau » → voir Noyon) et *ialo- (« clairière, lieu défriché, essart » → voir Neuilly et Noailles).
Godault est le nom d'une ancienne ferme de la commune. Le mot « Godault » a probablement pour origine le nom de la femme de Robert d'Agnez-les-Duisans, Godeldis, qui aurait vécu vers l'an 1000 et aurait été propriétaire d'une partie du hameau.

## Histoire

### Préhistoire
Des vestiges archéologiques découverts sur le territoire de la commune témoignent d'une occupation humaine remontant au début du Paléolithique supérieur (de 30 000 à 40 000 ans avant Jésus-Christ). À noter qu'en langue picarde "noyé" signifie "sous l'eau - inondé" et correspond à la physionomie de la commune dont une partie des terrains est inondable.

### Époque contemporaine

#### Première Guerre mondiale
La commune est décorée de la croix de guerre 1914-1918 par décret du 25 septembre 1920, distinction également attribuée à 276 autres communes du Pas-de-Calais.

#### Les mines

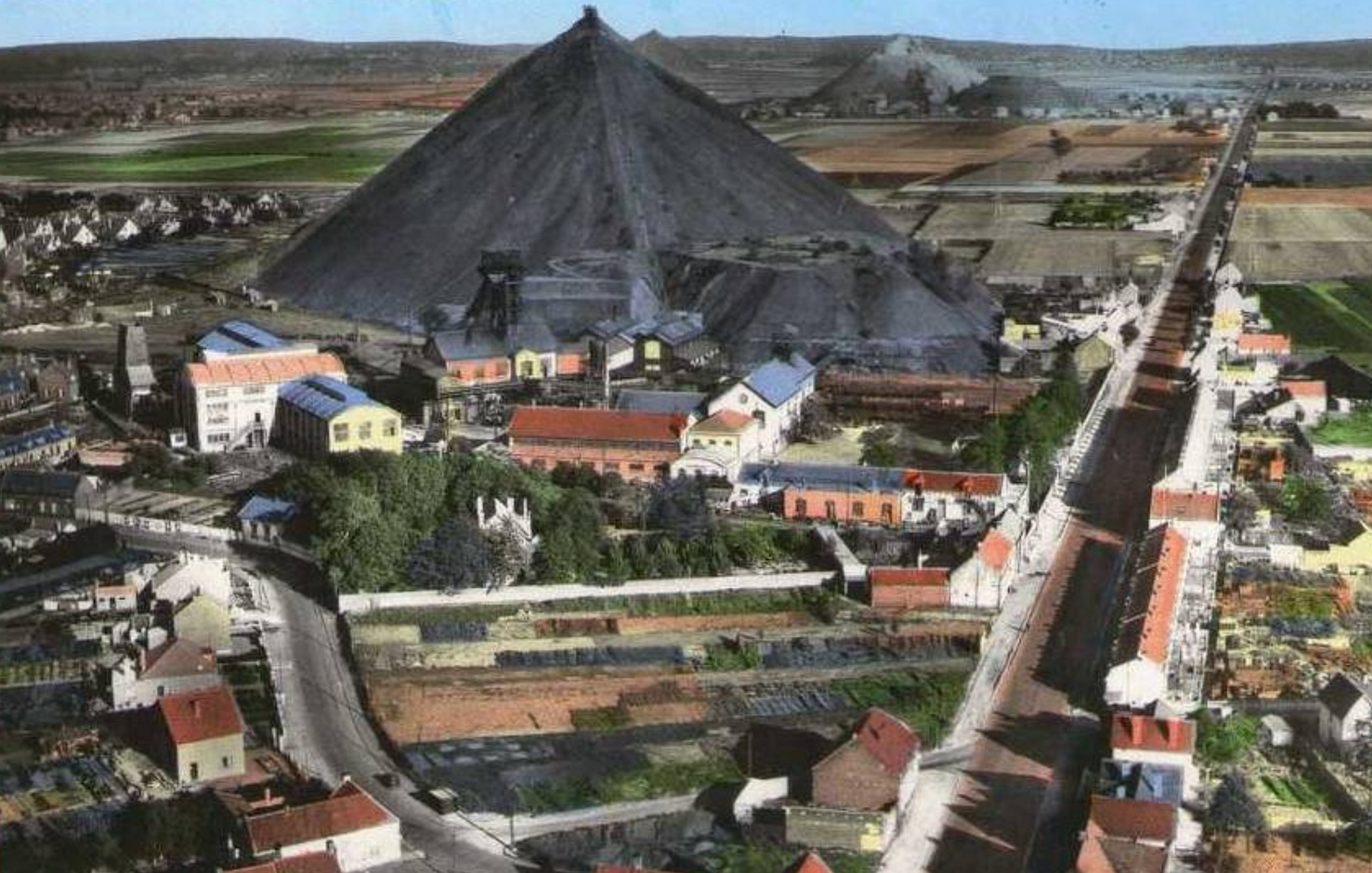
La fosse n° 4 - 4 bis de la Compagnie des mines de Dourges, vue ici vers 1960, était un charbonnage constitué de deux puits situé à Noyelles-Godault.

La houille est découverte à Noyelles-Godault en 1842 et la compagnie des mines de Dourges décide d'y réaliser un puits à Noyelles, près de la route nationale 43, la fosse no 4, dite Fosse Hély d’Oissel. Creusé en 1867, il subit les conséquences de la guerre franco-allemande de 1870. La fosse est exploitée à partir de 1877 avec la création de bâtiments liés à son fonctionnement et l’apparition de son chevalet.
L'industrie minière assure le développement de ce qui était jusqu'alors un petit village, avec la construction de cités ouvrières (Coron de Derrière et Coron de Devant, Coron Rapart et cité Hély d’Oissel, Coron des Onze Maisons, cité de la Basse…), qui ont été démolis à la fin du XXe siècle.
La fosse 4 cesse son activité en 1957, après avoir produit 12 857 300 tonnes de charbon.

#### Industrie
L'usine Malfidano est fondée à Noyelles-Godault en 1894. C'est une usine travaillant le plomb et le zinc. Elle traite la calamine calcinée découverte à la mine de Malfidano, en Sardaigne. Les exploitants se sont implantés à Noyelles-Godault pour profiter du grand réseau de canaux de la région, notamment le canal de la Haute-Deûle qui passe derrière l'usine, pour le réseau ferroviaire lui aussi performant et pour la population habituée aux travaux industriels, notamment avec les mines.
Son installation entraîne un afflux migratoire, avec l'arrivée de travailleurs étrangers. Cette augmentation de la population est une aubaine pour Noyelles-Godault et les villages des alentours, elle permet leur développement économique, la création d'écoles... Néanmoins, la production de plomb et de zinc est nocive, que cela soit pour les travailleurs, les habitants ou l'environnement. Une des maladies associées au plomb est le saturnisme.
L'usine est rasée pendant la Première Guerre mondiale, ayant servi de lieu de stockage aux Allemands. Après la guerre, elle est rachetée par l'entreprise Penarroya.
Elle achète et fait construire des maisons durant la première partie du XXe siècle à Noyelles-Godault ou encore Courcelles-lès-Lens, certainement afin à la fois d'avoir ses ouvriers proches de leur lieu de travail, mais aussi de s'assurer de leur tranquillité.
La production de plomb s'accélère en 1936, lorsque l'on construit sur le site une grande usine moderne.
La chronologie des périodes suivantes de l'usine est détaillée sur l'article Metaleurop Nord.

#### Évolutions récentes
La ville ne cesse de s'agrandir depuis les années 2000. Entre 2011 et 2015, plusieurs nouveaux quartiers ont vu le jour. Par exemple, la Marlière entre Noyelles-Godault et Courcelles-les-Lens.
Le site de l'ancien terril, entre la Cité Crombez et la route nationale, a récemment été désigné pour accueillir une grande résidence principalement composée d'immeubles. Les travaux sont toujours en cours.

## Politique et administration

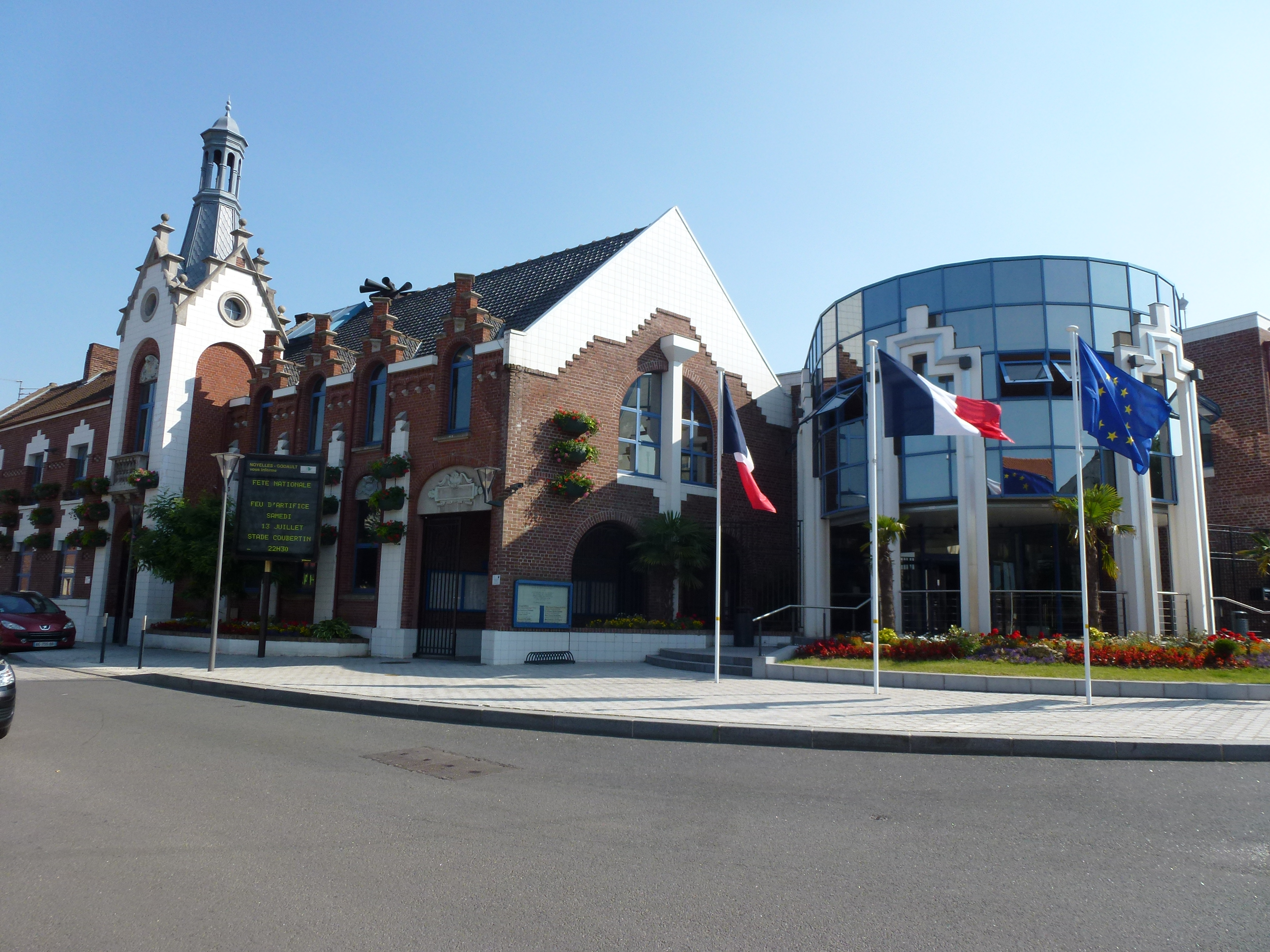
La mairie.

### Découpage territorial
La commune se trouve depuis 1962 dans l'arrondissement de Lens du département du Pas-de-Calais.

#### Commune et intercommunalités
Noyelles-Godault est membre de la communauté d'agglomération Hénin-Carvin, un établissement public de coopération intercommunale (EPCI) à fiscalité propre créé en 2000 et auquel la commune a transféré un certain nombre de ses compétences, dans les conditions déterminées par le code général des collectivités territoriales. Cette intercommunalité succédait au district d'Hénin-Carvin créé en 1968 et qui était le premier du bassin minier. La communauté d'agglomération Hénin-Carvin regroupe 14 communes et totalise 126 840 habitants en 2021.

#### Circonscriptions administratives
La commune faisait partie de 1801 à 1962 du canton de Carvin, année où elle intègre le canton d'Hénin-Beaumont. En 1973, elle intègre le canton de Leforest avant de réintégrer en 1991 le canton d'Hénin-Beaumont. Dans le cadre du redécoupage cantonal de 2014 en France, cette circonscription administrative territoriale a disparu, et le canton n'est plus qu'une circonscription électorale.
Pour les élections départementales, la commune est membre depuis 2014 du  canton d'Hénin-Beaumont-2.

#### Circonscriptions électorales
Pour l'élection des députés, la commune fait partie depuis 2012 de la onzième circonscription du Pas-de-Calais.

### Élections municipales et communautaires
Lors des élections municipales de 2014 dans le Pas-de-Calais, la liste MoDem menée par le maire sortant Jean Urbaniak est la seule candidate et obtient donc la totalité des 1 868 suffrages exprimés. Elle est donc élue en totalité, et 3 de ses membres sont également conseillers communautaires.
Lors de ce scrutin, 45,24 % des électeurs se sont abstenus, et 13,40 % des votants ont choisi des bulletins blancs ou nuls.
Lors des élections municipales de 2020 dans le Pas-de-Calais, la liste DVD menée par Gérard Bizet obtient la majorité absolue des suffrages exprimés, avec  1 168 voix (72,86 %, 25 conseillers municipaux élus dont 3 communautaires), devançant très largement celle menée par Marie-Christine Duriez, qui a recueilli 435 voix (27,13 %, 4 conseillers municipaux élus).
Lors de ce scrutin marqué par la pandémie de Covid-19 en France, 58,20 % des électeurs se sont abstenus.

#### Liste des maires
| Période                                  | Période                       | Identité           | Étiquette   | Qualité |
| ---------------------------------------- | ----------------------------- | ------------------ | ----------- | --- |
| Les données manquantes sont à compléter. |                               |                    |             | |
| 1935                                     | 1943                          | Louis Beugniez     | DC          | Employé de bureau Secrétaire permanent du syndicat CFTC Démis par le régime de Vichy                                  |
| Les données manquantes sont à compléter. |                               |                    |             | |
| 1947                                     | 1971                          | Louis Beugniez     | MRP puis DC | Employé de bureau, résistant Secrétaire permanent du syndicat CFTC Député du Pas-de-Calais (1945 → 1951)              |
| mars 1971                                | mars 1983                     | Gérard Théry       |             | Pharmacien |
| mars 1983                                | mai 2020                      | Jean Urbaniak,     | MoDem       | Inspecteur de l'Éducation nationale Conseiller général d'Hénin-Beaumont (1992 → 2015)                                 |
| mai 2020,                                | octobre 2023                  | Gérard Bizet       | DVC         | Technicien Vice-président de la CA Hénin-Carvin (2020 → ) Démissionnaire                                              |
| 15 octobre 2023                          | En cours (au 15 octobre 2023) | Valérie Biegalski, | MoDem       | Responsable développement projets Première adjointe (2020 → 2023) Conseillère régionale des Hauts-de-France (2021 → ) |

## Équipements et services publics

### Espaces publics
Le parc de la Cité Crombez avec un stade de football, un terrain de basket-ball et un boulodrome.

### Culture
L'espace Bernard Giraudeau, inauguré en 2013, avec une salle de spectacle de 540 places assises.

### Enseignement
La commune est située dans l'académie de Lille et dépend, pour les vacances scolaires, de la zone B. Sur le territoire de la commune se trouve cinq établissements scolaires.
La commune administre quatre écoles publiques du primaire : deux écoles élémentaires Jules Fery et Pierre et Marie Curie, et deux écoles maternelles Alphonse de Lamartine et Marcel Cathelain. Le cinquième établissement étant l'école primaire privée Sacré-Cœur Notre-Dame.

## Population et société

### Démographie
Les habitants sont appelés les Noyellois.

#### Évolution démographique
L'évolution du nombre d'habitants est connue à travers les recensements de la population effectués dans la commune depuis 1793. Pour les communes de moins de 10 000 habitants, une enquête de recensement portant sur toute la population est réalisée tous les cinq ans, les populations de référence des années intermédiaires étant quant à elles estimées par interpolation ou extrapolation. Pour la commune, le premier recensement exhaustif entrant dans le cadre du nouveau dispositif a été réalisé en 2006.

En 2022, la commune comptait 5 949 habitants, en évolution de +0,46 % par rapport à 2016 (Pas-de-Calais : −0,72 %, France hors Mayotte : +2,11 %).
| 1793 | 1800 | 1806 | 1821 | 1831 | 1836 | 1841 | 1846 | 1851 |
| ---- | ---- | ---- | ---- | ---- | ---- | ---- | ---- | ---- |
| 448  | 494  | 569  | 644  | 718  | 718  | 713  | 721  | 701  |

| 1856 | 1861 | 1866 | 1872 | 1876 | 1881  | 1886  | 1891  | 1896  |
| ---- | ---- | ---- | ---- | ---- | ----- | ----- | ----- | ----- |
| 672  | 725  | 751  | 790  | 936  | 1 272 | 1 449 | 1 608 | 1 982 |

| 1901  | 1906  | 1911  | 1921  | 1926  | 1931  | 1936  | 1946  | 1954  |
| ----- | ----- | ----- | ----- | ----- | ----- | ----- | ----- | ----- |
| 2 410 | 2 811 | 2 893 | 3 008 | 4 334 | 4 443 | 4 408 | 4 493 | 5 163 |

| 1962  | 1968  | 1975  | 1982  | 1990  | 1999  | 2006  | 2011  | 2016  |
| ----- | ----- | ----- | ----- | ----- | ----- | ----- | ----- | ----- |
| 5 478 | 5 551 | 5 050 | 5 474 | 5 655 | 5 539 | 5 214 | 5 129 | 5 922 |

| 2021  | 2022  | - | - | - | - | - | - | - |
| ----- | ----- | - | - | - | - | - | - | - |
| 5 906 | 5 949 | - | - | - | - | - | - | - |

#### Pyramide des âges
La population de la commune est relativement jeune.
En 2018, le taux de personnes d'un âge inférieur à 30 ans s'élève à 40,0 %, soit au-dessus de la moyenne départementale (36,7 %). À l'inverse, le taux de personnes d'âge supérieur à 60 ans est de 22,2 % la même année, alors qu'il est de 24,9 % au niveau départemental.
En 2018, la commune comptait 2 752 hommes pour 3 076 femmes, soit un taux de 52,78 % de femmes, légèrement supérieur au taux départemental (51,50 %).
Les pyramides des âges de la commune et du département s'établissent comme suit.
| Hommes | Classe d’âge | Femmes |
| ------ | ------------ | ------ |
| 0,3    | 90 ou +      | 1,5    |
| 4,6    | 75-89 ans    | 9,3    |
| 13,0   | 60-74 ans    | 15,3   |
| 18,9   | 45-59 ans    | 17,0   |
| 19,8   | 30-44 ans    | 20,1   |
| 20,0   | 15-29 ans    | 17,9   |
| 23,5   | 0-14 ans     | 19,0   |

| Hommes | Classe d’âge | Femmes |
| ------ | ------------ | ------ |
| 0,5    | 90 ou +      | 1,6    |
| 5,6    | 75-89 ans    | 8,9    |
| 16,7   | 60-74 ans    | 18,1   |
| 20,2   | 45-59 ans    | 19,2   |
| 18,9   | 30-44 ans    | 18,1   |
| 18,2   | 15-29 ans    | 16,2   |
| 19,9   | 0-14 ans     | 17,9   |

### Sports et loisirs
Le complexe Coubertin.

## Économie

### Revenus de la population et fiscalité
En 2021, la commune compte 2 419 ménages fiscaux, regroupant 5 705 personnes.
Le revenu fiscal médian par ménage, le taux de pauvreté des ménages et la part des ménages fiscaux imposés de la commune, du département du Pas-de-Calais et de la métropole sont les suivants :
- le revenu fiscal médian par ménage de la commune est de 19 040 €, inférieur à celui du département du Pas-de-Calais (20 720 €) et inférieur à celui de la France métropolitaine (23 080 €)[Insee 13],[Insee 14],[Insee 15] ;
- le taux de pauvreté des ménages de la commune est de 24 %, de 18,4 % au niveau du département et de 14,9 % au niveau de la métropole[Insee 16],[Insee 17],[Insee 18] ;
- la part des ménages fiscaux imposés dans la commune est de 37 %, de 44,1 % au niveau du département et de 53,4 % au niveau de la métropole[Insee 13],[Insee 14],[Insee 15].

### Entreprises et commerces

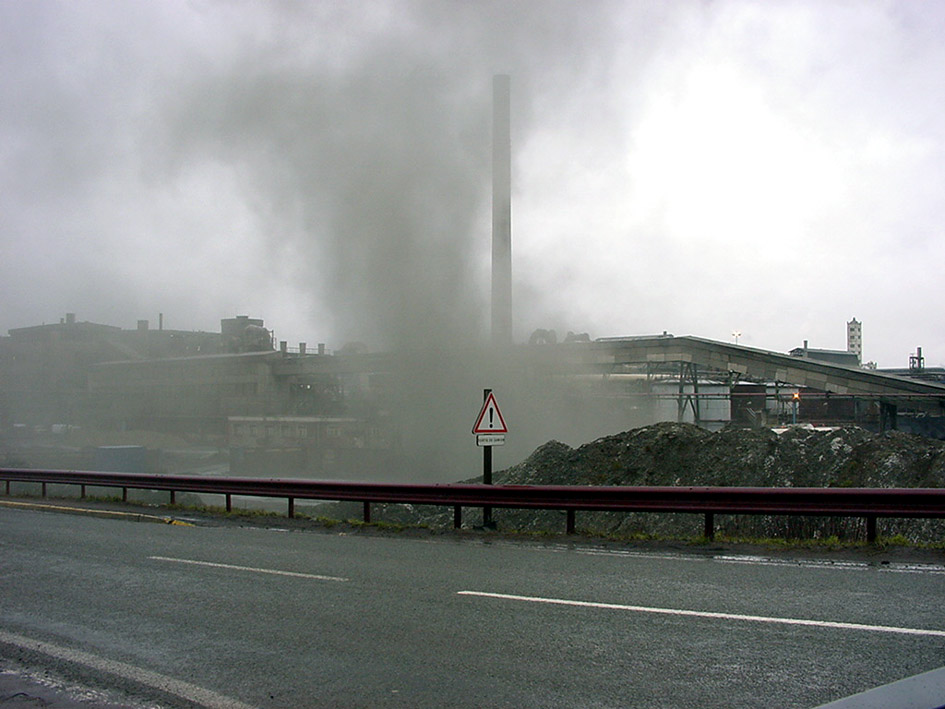
Envol tourbillonnaire de poussières de plomb, Usine Métaleurop-Nord (Nord de la France), en 2002, peu avant la fermeture et la destruction de cette usine métallurgique.

Les communes de Noyelles-Godault et Courcelles-lès-Lens accueillaient depuis 1894 l'usine métallurgique Metaleurop. En 2003, sa direction annonce la fermeture de l'usine, sans préavis ni plan social, et licencie 800 salariés. Les activités de l'usine ont par ailleurs fortement endommagé l’environnement. En 2001, la Direction régionale de l'Environnement, de l'Aménagement et du Logement (DREAL) reconnait « une pollution des sols d’une ampleur singulière ».
Le centre commercial composée d'un centre commercial centré autour d'un hypermarché Auchan composé d'une galerie marchande de plus de cent enseignes et d'une cinquantaine de magasins indépendants situés autour. Lesite est reparti sur les communes d'Hénin-Beaumont et de Noyelles-Godault.

## Culture locale et patrimoine

### Lieux et monuments

#### Patrimoine mondial
Depuis le 30 juin 2012, la valeur universelle et historique du bassin minier du Nord-Pas-de-Calais est reconnue et inscrite sur la liste du patrimoine mondial de l’UNESCO. Parmi les 353 sites, répartis sur 109 lieux inclus dans le périmètre du bassin minier, le site no 47 de Noyelles-Godault est composé par la cité-jardin Crombez, construite à partir de 1910 et qui compte 311 logements. Elle est bâtie pour loger les mineurs de la fosse n° 4 - 4 bis des mines de Dourges,,,.

La cité-jardin Crombez
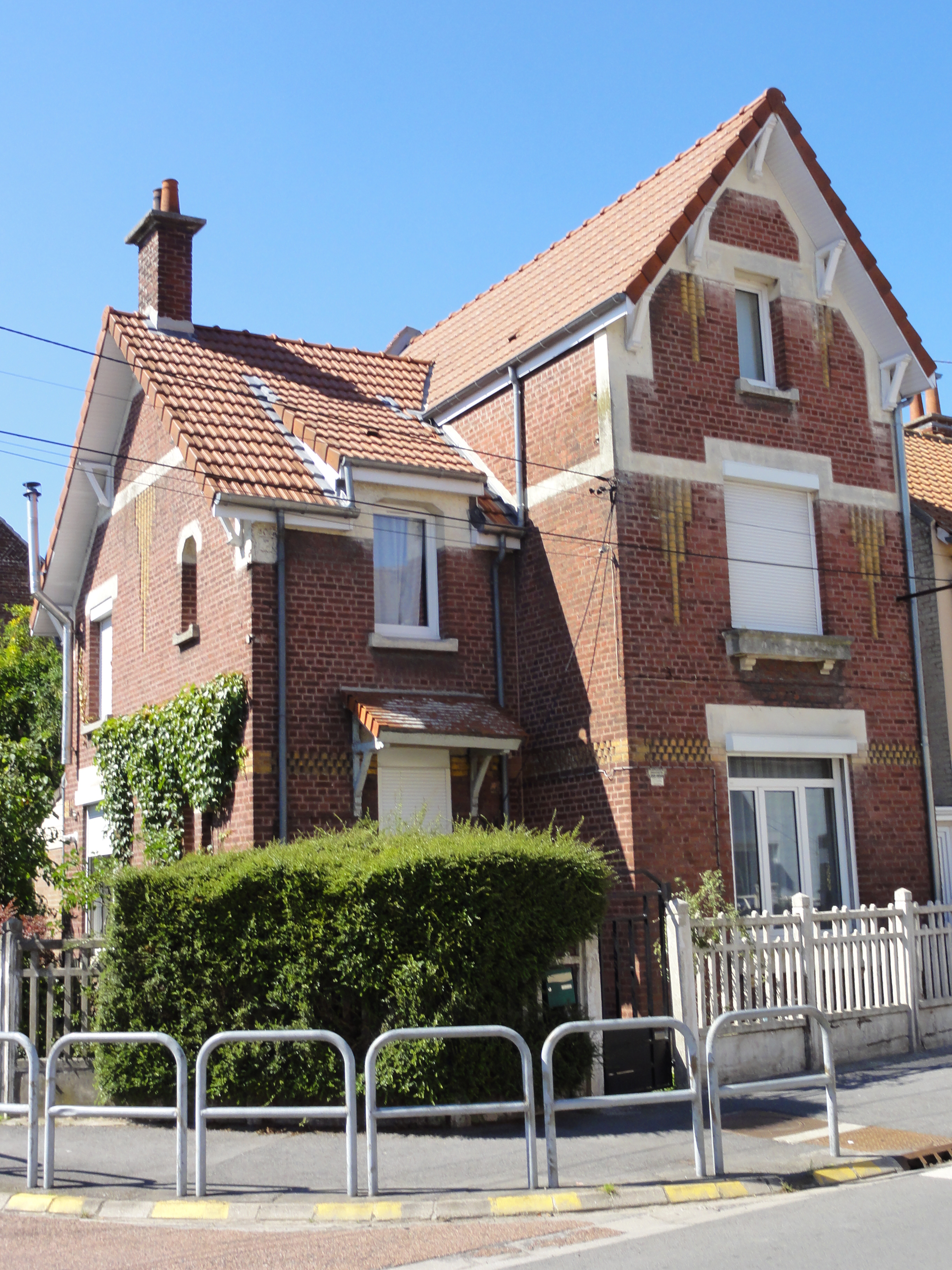
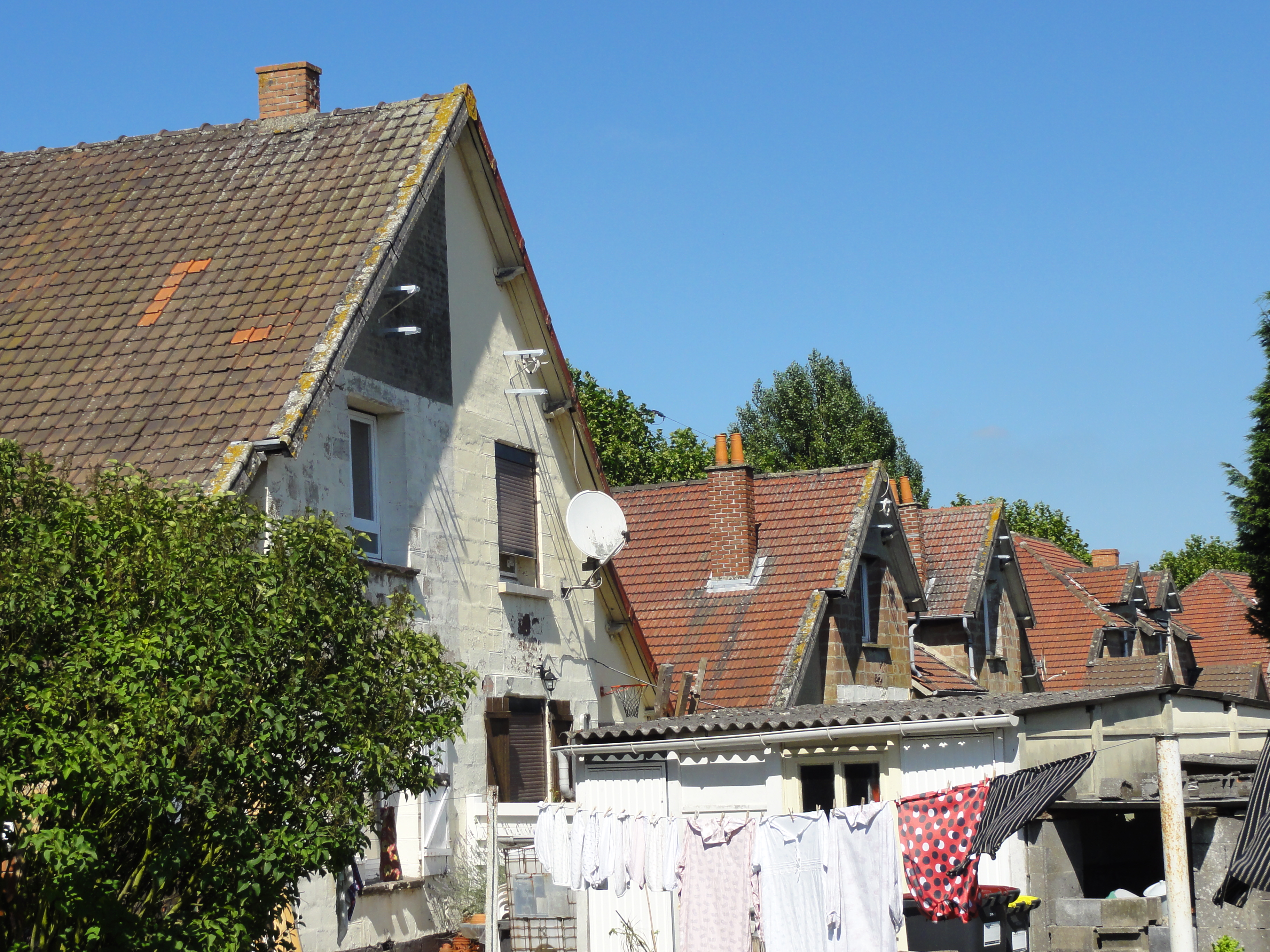
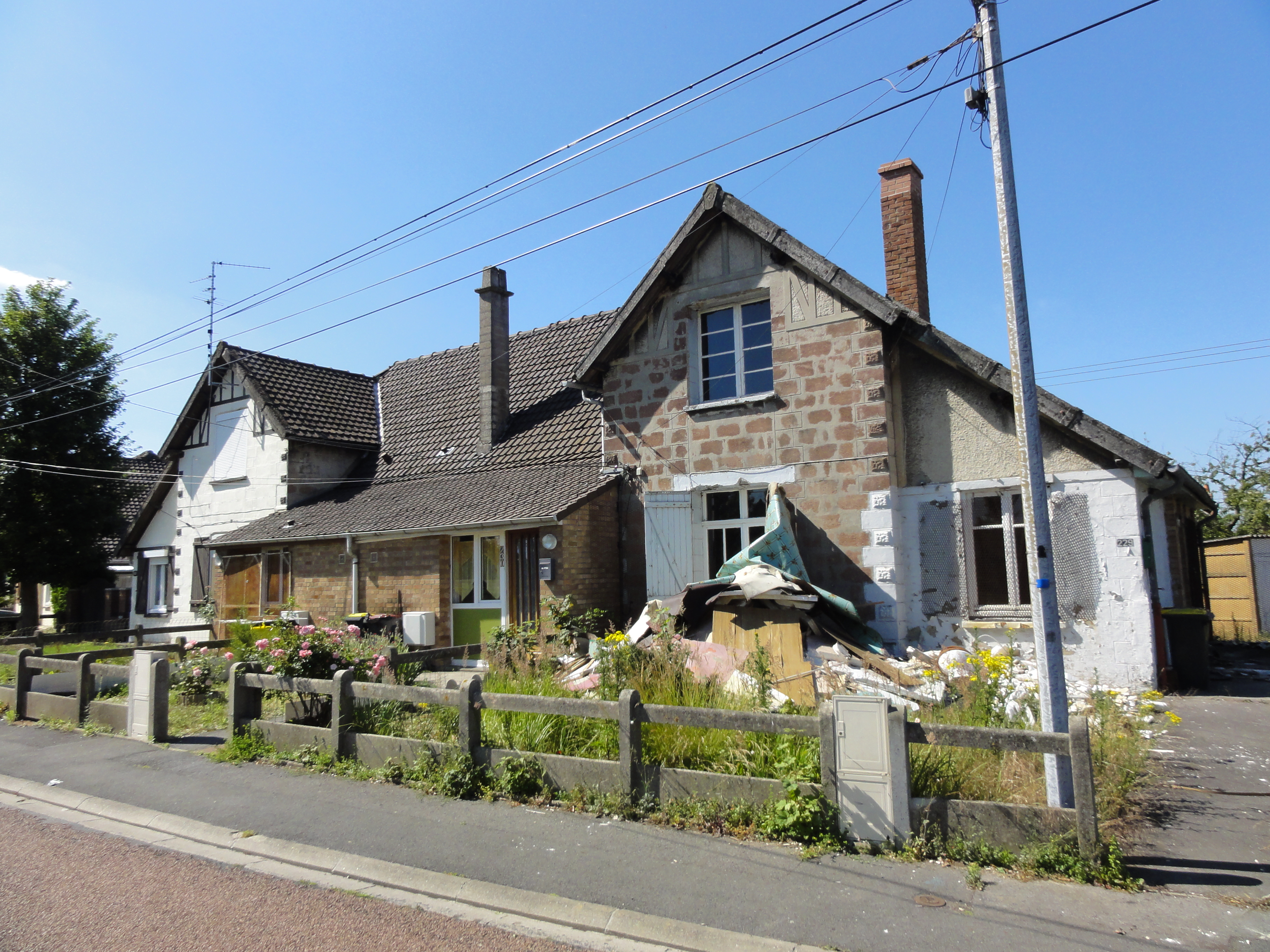
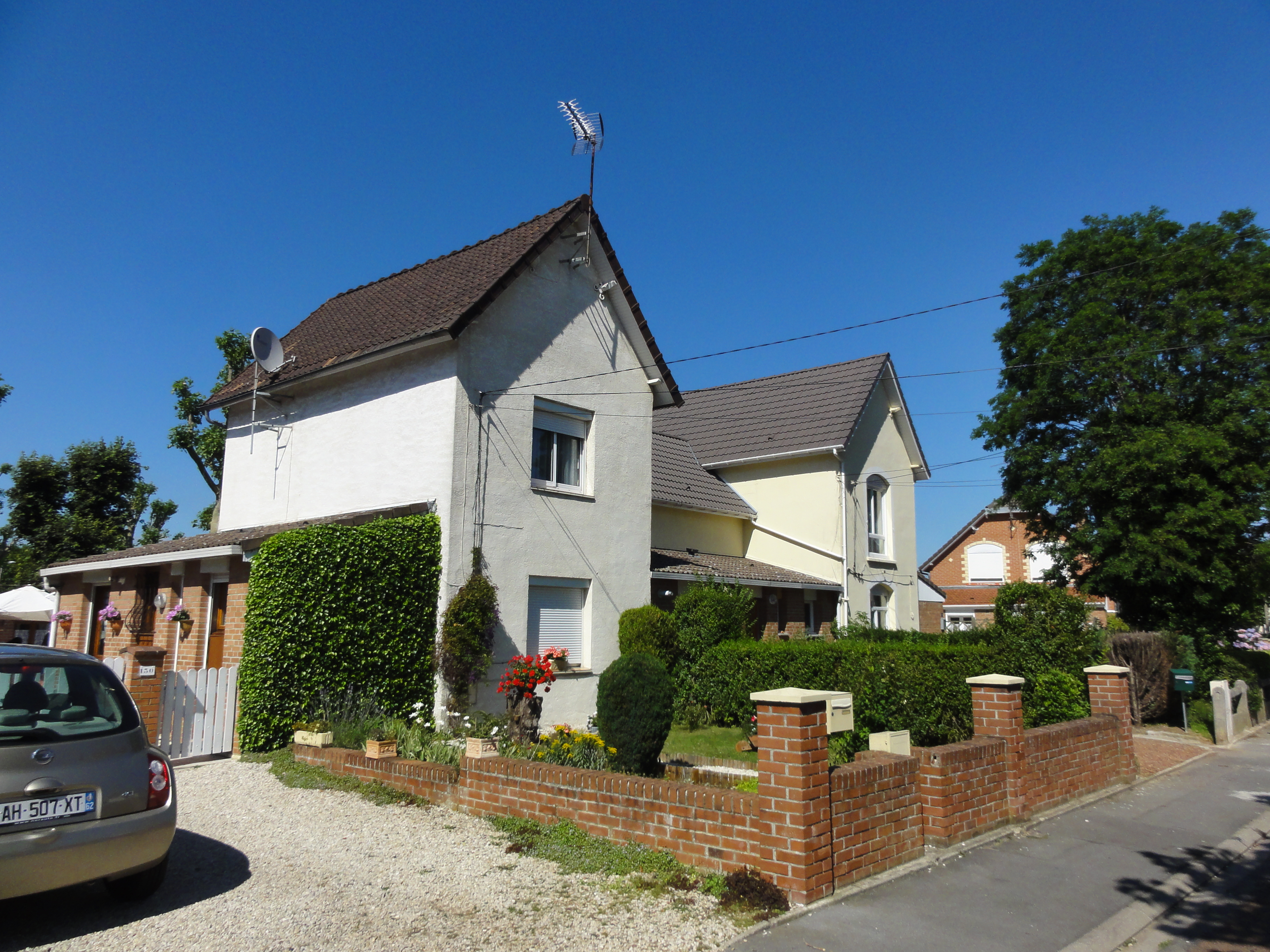

#### Autres lieux et monuments
- L'église Saint-Martin, reconstruite dans les années 1920, à la suite de sa destruction durant la Première Guerre mondiale (1914-18). Les orgues, les fonts baptismaux et un tableau sont des monuments historiques à titre d'objets. Dotée en 1934-1936 de vitraux du maître verrier lillois Étienne Delannoy (1904-1999).
- L'ancienne location de l'usine industrielle Metaleurop.
- Noyelles-Godault possède un riche patrimoine historique industriel laissé par l’exploitation charbonnière.

La commune compte plusieurs lieux de mémoires liés au guerres mondiales et elle est décorée de la Croix de guerre 1914-1918.
- Le monument aux morts, surmonté du Poilu au repos, statue du sculpteur Étienne Camus, place du Général-de-Gaulle, inaugurée en 1921. Ce monument commémore les morts des guerres 1914-1918, 1940-1945, Indochine et Algérie[45].
- Les tombes de guerre de soldats français et le monument aux morts au cimetière.
- Le cimetière héberge également les tombes de cinq soldats britanniques de la Commonwealth War Graves Commission.
- Une stèle et une plaque à la mémoire de deux soldats tombés pendant la guerre 1940-1945.

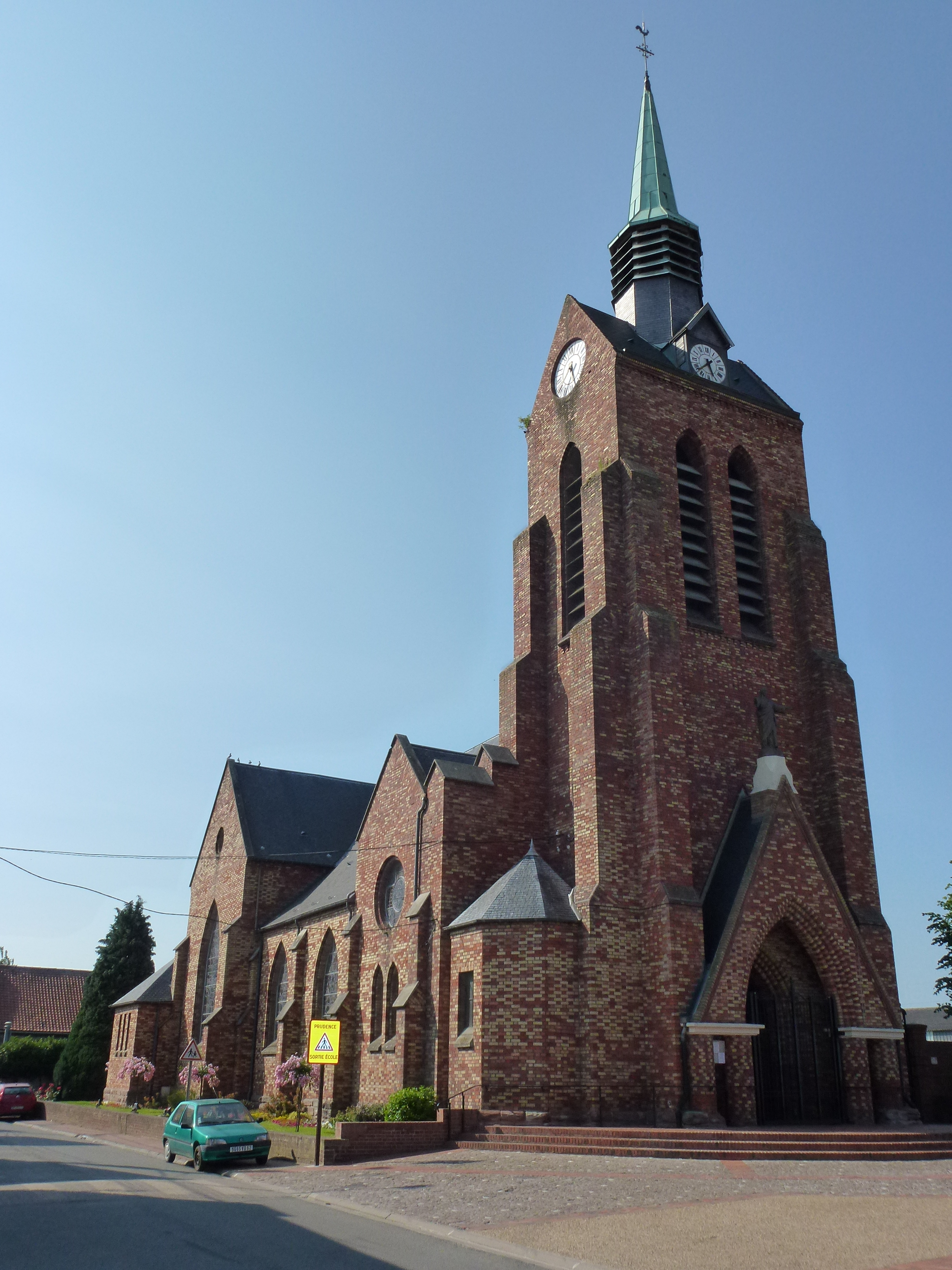
L'église Saint-Martin.
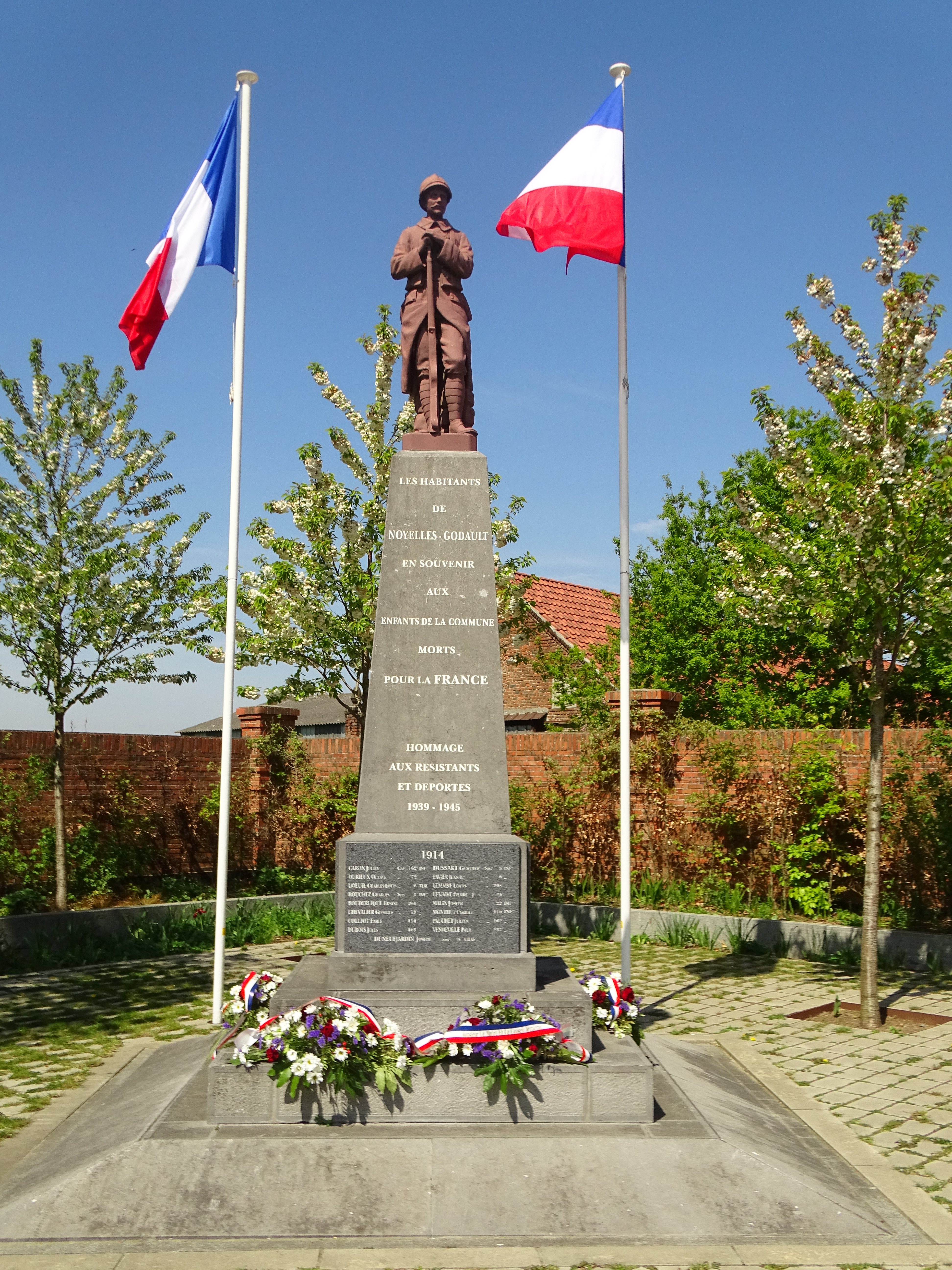
Le monument aux morts.
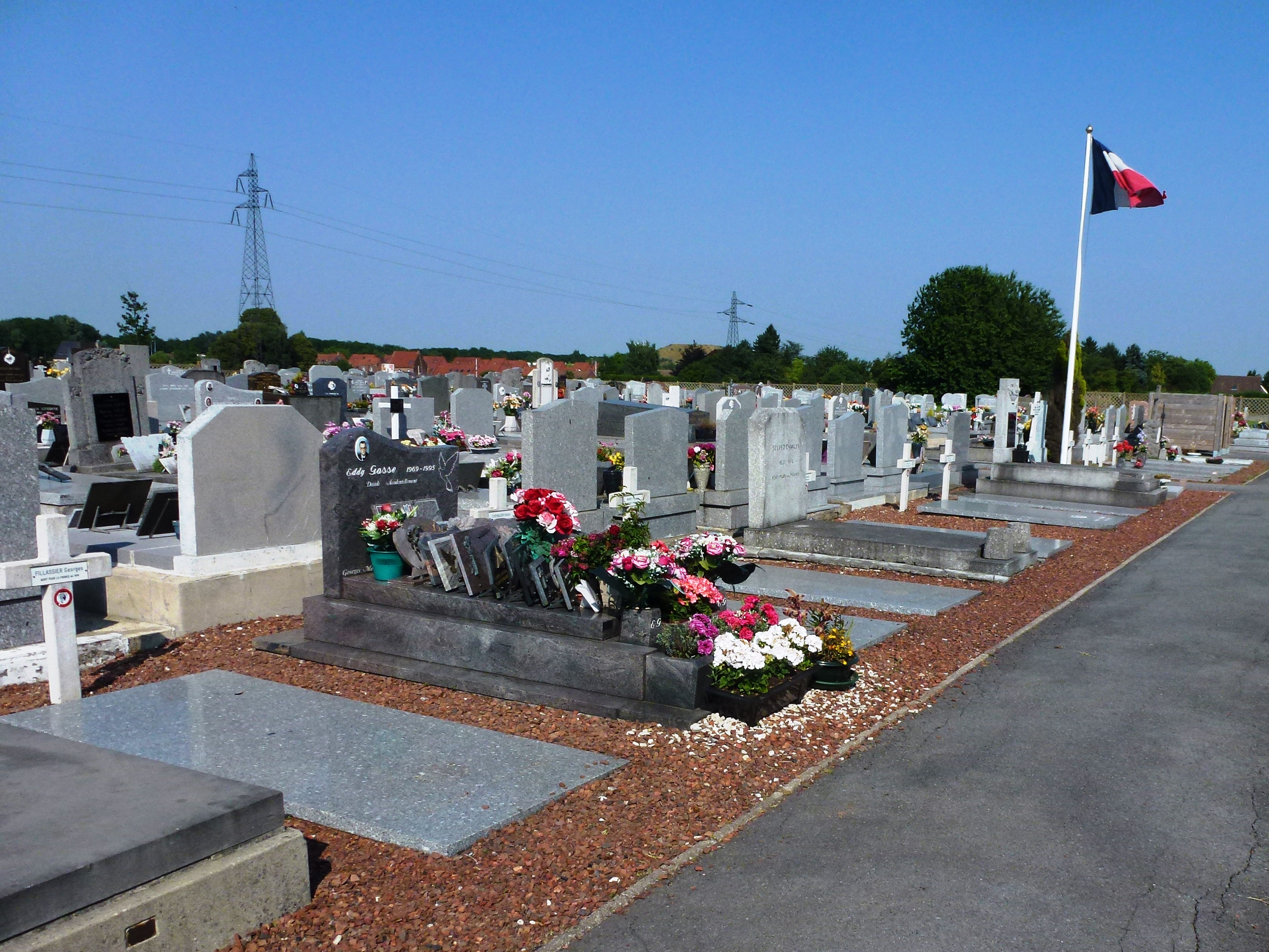
Les tombes de soldats français.
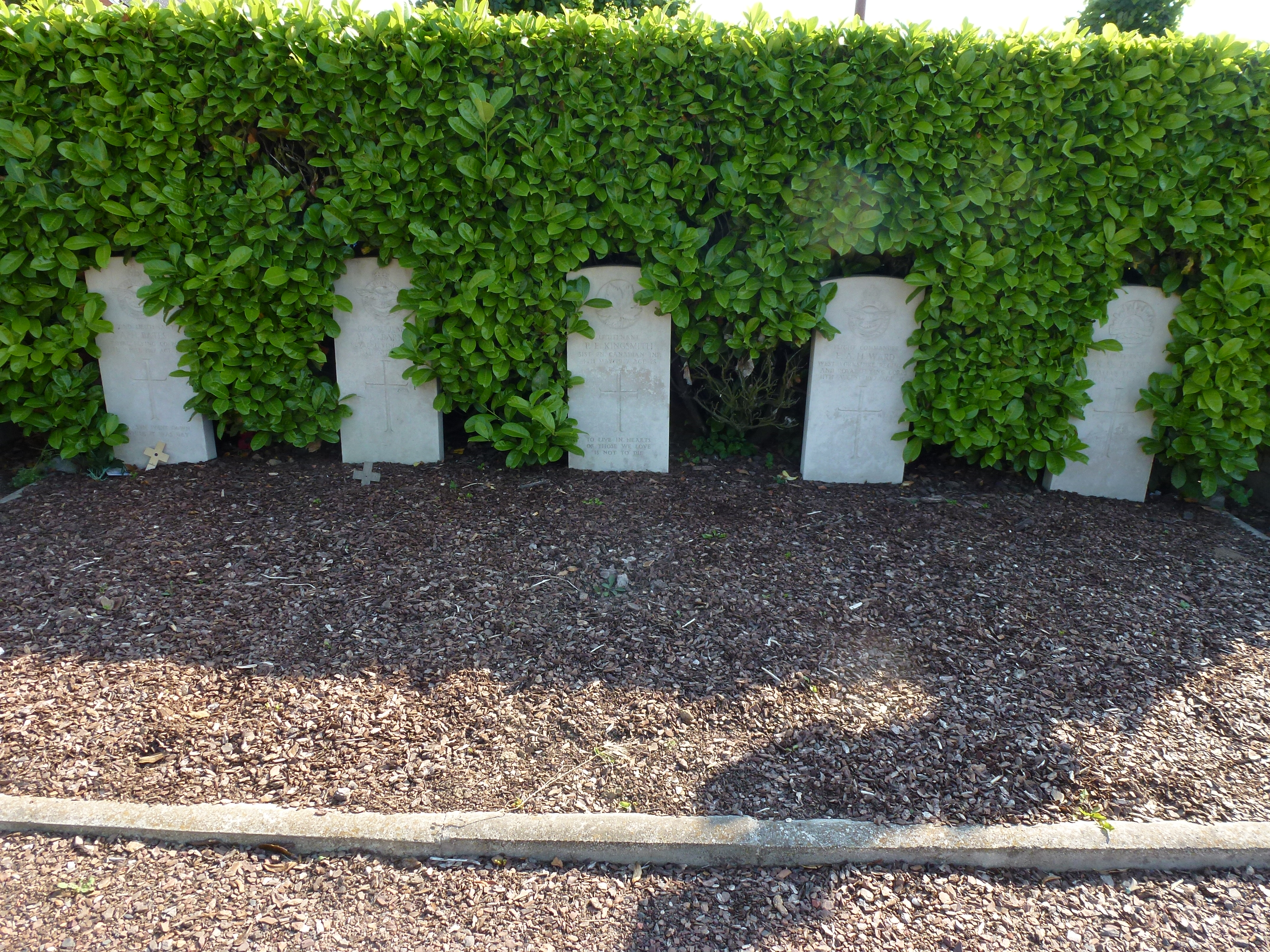
Les tombes de soldats anglais.

### Personnalités liées à la commune
- Maurice Thorez (1900-1964), personnalité politique, né à Noyelles-Godault.
- Louis Beugniez (1907-1998), dirigeant syndicaliste et homme politique, né et mort à Noyelles-Godault[24],[46].
- Laurence Duquenoy (1969-), athlète de demi-fond, championne de France du 3000 mètres steeple et ayant amélioré deux fois le record de France de cette discipline, née à Noyelles-Godault.

### Héraldique
| Blason de Noyelles-Godault | Blason  | D'azur à la roue dentée d'or, remplie de gueules et enfermant une lampe de mineur de sable, au pont de cinq arches d'argent posé sur la champagne ondée de sinople. Ornements extérieursCroix de guerre 1914-1918 |
| Blason de Noyelles-Godault | Détails | Adopté par la municipalité le 18 décembre 1979. |

## Pour approfondir

#### Bases de données, dictionnaires et encyclopédies
- Ressources relatives à la géographie :   - Insee (communes)
  - Ldh/EHESS/Cassini
- Ressource relative à plusieurs domaines :   - Annuaire du service public français
- Notices d'autorité :   - VIAF
  - BnF (données)
  - IdRef
  - LCCN
  - Israël